# Victoria Rodríguez López
María Victoria Rodríguez López (Ciudad de Neuquén, Argentina, 1 de abril de 1991) es una patinadora de velocidad sobre patines en línea y sobre hielo argentina.

## Carrera deportiva
Comenzó a competir en torneos de mayores a los 11 años, siendo preseleccionada para competir en el campeonato panamericano a los 13 años. Obtuvo la medalla de bronce de la competencia 500 metros en el Mundial de 2006, plata en 200 metros en el Mundial de 2007 y nuevamente en los 200 y 500 metros en el Mundial de 2008.
Durante el Mundial de 2012 obtuvo la medalla de oro en la prueba 200 metros contrarreloj con un tiempo de 17s.465/1000, convirtiéndose en récord mundial. Sin embargo en marzo de 2013 fue sancionada con dos años de inhabilitación y la pérdida del título tras dar positivo en un control antidopaje. Rodríguez López acusó al médico Marcelo Gómez de proporcionarle un suplemento que contenía sustancias prohibidas.
En 2019 participó en el torneo de patinaje de velocidad de los Juegos Panamericanos de Lima, finalizando en el cuarto puesto en la competencia de 300 metros contrarreloj.
En 2017 se radicó en Estados Unidos para practicar patinaje de velocidad sobre hielo. Tras esto, logró establecer un récord argentino y sudamericano en la Copa del Mundo de Salt Lake City en 2021. En diciembre de 2021, obtuvo la medalla de bronce en la competencia Four Continents en la categoría de 500 metros.

### Pekín 2022
En diciembre de 2021, al quedar entre las treinta mejores del mundo, logró su clasificación a los Juegos Olímpicos de Pekín 2022, convirtiéndose en la primera atleta argentina en competir en dicho deporte en un Juego Olímpico.

## Logros
- Medalla de bronce en 500 m - Campeonato del Mundo de patinaje de velocidad en línea 2006
- Subcampeona mundial en 200 m en mundial de Cali- Campeonato del Mundo de patinaje de velocidad en línea 2007
- Subcampeona mundial en 200 y 500 m en Gijón- Campeonato del Mundo de patinaje de velocidad en línea 2008
- Medalla de bronce en el Campeonato del Mundo de patinaje de velocidad en línea 2009, en la disputa por los 200 m contrarreloj y 500 m sprint.

- Medalla de bronce 100 m por carril - Campeonato del Mundo de patinaje de velocidad en línea 2015

- Medalla de bronce vuelta al circuito - Campeonato del Mundo de patinaje de velocidad en línea 2015

- Récord sudamericano en Patinaje de hielo de velocidad en 500 m con un tiempo de 39,02s